# Јапански носач авиона Рјухо
Рјухо је био лаки флотни носач авиона у јапанској морнарици, коришћен у другој половини Другог светског рата. Настао је преправком брода базе за подморнице Тајгеј.

## Историја
Брод је пројектован почетком 30-их година као база за подморнице под именом Тајгеј. Још при пројектовању је тражено као могућност да брод може веома брзо да се преправи у лаки носач авиона. При стандардној тежини од 10.000 тона, брод је био наоружан са 2 двоцевна универзална топа 127/40 mm и 12 једноцевних митраљеза 13 mm, носио је 3 хидроавиона Јокосука Е14Ј1, а два двотактна дизел-мотора постизала су снагу од 14.000 КС, што је било довољно да се развије брзина од само 20 чворова. Пројекат се у целини показао као неуспешан. Дизел-мотори били су ћудљиви при експлоатацији, труп није имао одговарајућу чврстину, а високи бокови при плитком газу нису осигуравали неопходну сигурност пловљења. Због тога је током 1936. и 1937. године Тајгеј прошао кроз програм модернизације, са циљем побољшања сигурности. Труп је ојачан, а допунски су заварене плутаче. То је довело до повећања стандардне тежине за 500 тона. Узима учешће у операцијама 6 флоте у рејону Маршалских острва и Гилбертовских острва током децембра 1941. године, као брод база за подморнице при 3. ескадри.
| Име    | Почетак градње  | Поринуће           | Примљен у флоту |
| ------ | --------------- | ------------------ | --------------- |
| Тајгеј | 12. април 1933. | 16. новембар 1933. | 31. март 1934.  |

Исто као и Шохо и Зуихо у последњим данима 1941. године Тајгеј је повучен у резерву и сагласно тајном производном плану започиње његова преправка у лаки носач авиона на доку у Јокосуки. Дизел-мотори су извађени, а на њихово место постављени парни котлови на нафту који су унификовани са оним постављеним на разараче класе Кагеро. У хангару је могао да се смести 31. авион, и он је био изграђен тако (као и већина јапанских носача авиона) да придржава полетну палубу. Још два авиона су се чувала у растављеном стању. Полетна полуба се ослањала на потпорне стубове у предњем и задњем делу. Она се повезивала са хангаром путем два лифта за авионе. Оклопљавање је изостало, ако се не рачуна хоризонтална заштита машинског одељења, чија је дебљина била 13 mm. Наружање брода било је стандардно у јапанској флоти и чинили су га универзални топови 127/40 mm и противавионски топови 25/60 mm.

## Модернизација
За време ремонта током 1943. године на брод је постављен радар за откривање ваздушних циљева. Исте године у октобру број топова 25 mm противавионске артиљерије повећан је на 42, а постављено је и 6 противавионских митраљеза 13 mm. Током јуна 1944. године полетна палуба је повећана за 9 метара а број топова 25 mm је повећан на 61, док се број противавионских митраљеза 13 mm повећао на 28. Поред тога постављено је и 6 уређаја са по 28 невођених ракетних пројектила 120 mm. У својој првој и последњој бици, брод је носио 25+2 авиона А6М5 и 6 авиона Б6Н2.

## Тактичко-Технички подаци
|                            | Пре модернизације             | После модернизације (1944)    |
| -------------------------- | ----------------------------- | ----------------------------- |
| Стандардна тежина:         | 13.360 тона                   | 13.410 тона                   |
| Пуна тежина:               | 15.300 тона                   | 15.460 тона                   |
| Дужина:                    | 210.00 метара                 | 210.00 метара                 |
| Ширина:                    | 19.60 метара                  | 19.60 метара                  |
| Газ (средњи):              | 6.70 метара                   | 6.70 метара                   |
| Полетна палуба:            | 185.00×23 метара              | 198.10×23 метара              |
| Погон:                     | 4 котла „Канпон“              | 4 котла „Канпон“              |
| Снага:                     | 52.000 КС (2 парне турбине)   | 52.000 КС (2 парне турбине)   |
| Брзина:                    | 26.5 чвора                    | 26.5 чвора                    |
| Даљина пловљења:           | 8.000 наутичких миља/18 чвора | 8.000 наутичких миља/18 чвора |
| Количина горива:           | 2900 тона нафте               | 2900 тона нафте               |
| Посада:                    | 989 човека                    | -                             |
| Универзална артиљерија:    | 4×2 топа 127                  | 4×2 топа 127                  |
| Противавионска артиљерија: | 38 топа 25                    | 61 топа 25                    |
| Митраљези:                 | -                             | 28 митраљеза 13               |
| Авиогрупа:                 | 30+2                          | 31+2                          |
| Ловци:                     | 12+2 А6М2                     | 25+2 А6М2                     |
| Обрушавајући бомбардери:   | 18 Д3А1                       | -                             |
| Торпедоносци:              | -                             | 6 Б6Н2                        |

## У Служби
Рјухо улази у строј 28. новембра 1942. и улази у састав 2. дивизије носача авиона. Дана 12. децембра 1942. године брод је оштетила америчка подморница Драм при покушају да достави авионе у базу на оству Трук. За време ремонта, до марта 1943. године брод је уједно и модернизован. До битке за Маријанска острва брод је искључиво коришћен као авио-транспортер. Током јуна 1944. године узима учешће у бици за Маријанска острва, где губи скоро сву своју авијацију. Током јула је припремљена нова авиогрупа, која је затим пребачена на Формозу (данас Тајван) и учествује у борбама од 12. до 16. октобра и трпи велике губитке. Након тога брод је повучен у резерву (по неки другим подацима узима учешће у операцији „ШО-1" као део 4. дивизије носача авиона). Дана 19. марта 1945. године добија три поготка бомби од 227 kg, и неколико десетина погодака од неуправљивих авио ракета различитог калибра. Након инспекције брода, константовано је да се не исплати његова поправка и он је тако дочекао крај рата. Предат је на сечење током 1946. године.